# Nannhausen
Nannhausen ist eine Ortsgemeinde im Rhein-Hunsrück-Kreis in Rheinland-Pfalz. Sie gehört der Verbandsgemeinde Simmern-Rheinböllen an.

## Geographie
Nannhausen liegt am Ende des Biebertals zentral im Hunsrück.
Zu Nannhausen gehören der Ortsteil Nickweiler mit dem Kauerhof und der Kauermühle westlich des Dorfes sowie der Weiler Schmiedel östlich des Dorfes.

## Geschichte
Erstmals erwähnt wurde das Dorf Nannhausen in einer Urkunde des Grafen Johann IV. von Sponheim aus dem Jahre 1399. Nannhausen gehörte zum Kloster Ravengiersburg und gelangte 1557 infolge Reformation und Säkularisation zum Herzogtum Pfalz-Simmern. Zunächst war der Ort lutherisch, dann reformiert. Mit dem Ende der Linie von Pfalz-Simmern 1674 kam der Ort zur Kurpfalz und es kam 1686 zur Wiederzulassung der Katholischen Religion. Mit der Besetzung des Linken Rheinufers 1794 durch französische Revolutionstruppen wurde der Ort französisch, 1815 wurde er auf dem Wiener Kongress dem Königreich Preußen zugeordnet. Nach dem Ersten und Zweiten Weltkrieg zeitweise wieder französisch besetzt, ist der Ort seit 1946 Teil des damals neu gebildeten Landes Rheinland-Pfalz. Die heutige Gemeinde entstand am 17. März 1974 durch Zusammenschluss der Gemeinden Nannhausen (seinerzeit 451 Einwohner) und Nickweiler (121 Einwohner). Zugleich kamen Kauerhof und der Kauermühle von Kirchberg zu Nannhausen; evangelischerseits verblieben sie bei Kirchberg.

### Ortsteil Nickweiler
In einer Urkunde des Grundherren Kloster Ravengiersburg wird Nickweiler 1285 erstmals urkundlich erwähnt. Seit der Verwaltungsreform 1974 ist Nickweiler ein Ortsteil der Gemeinde Nannhausen.

### Ortsteil Schmiedel
Der evangelische Pfarrer Julius Reuß aus Simmern gründete 1851 „auf dem Schmiedel“ ein Rettungshaus für Kinder aus verwahrlosten Verhältnissen, aus dem der Schmiedel e. V. hervorging.

## Politik

### Bürgermeister
Ortsbürgermeister ist Manuel Bange. In der Sitzung des Ortsgemeinderates Nannhausen am 29. Januar 2020 wurde der bisherige 1. Beigeordnete, Herr Manuel Bange (Neuwahl) zum Ortsbürgermeister gewählt. Er wurde im Anschluss an die Wahl vom geschäftsführenden Ortsbürgermeister, Herrn Achim Wolf, ernannt, vereidigt und in das Amt eingeführt.
Bange wurde im Juli 2024 vom Rat wiedergewählt.

## Kultur und Sehenswürdigkeiten

### Bauwerke
siehe Liste der Kulturdenkmäler in Nannhausen

### Parks
Auf dem weitläufigen ehemals landwirtschaftlich genutzten Gelände der Schmiedelanstalten wurde am 17. Mai 2002 der erste Teil des Schmiedelparks als Erlebnispark eröffnet mit Spielplätzen für Klein- und Schulkinder, einem Tiergehege als Streichelzoo, einem Biotop, einem Sinnespfad, einer Reitanlage, einem Mountain-Bike-Übungsgelände, einer Grillhütte und einem Versorgungs-Pavillon.

## Wirtschaft und Infrastruktur

### Verkehr
Nannhausen und Nickweiler liegen direkt an der heute nicht mehr betriebenen Hunsrückquerbahn zwischen Langenlonsheim und Hermeskeil. Nannhausen besaß hier seit Februar 1902 einen Haltepunkt.
Zudem existiert in Nannhausen ein Sportflugplatz für Kleinflugzeuge. Die ICAO Kennung ist EDRN.

### Freizeit
Der Biebertaler-Rundweg verbindet Nannhausen mit den Ortschaften des Biebertales auf einer Gesamtlänge von 26,5 km.

### Soziale Einrichtungen
Der Ortsteil Schmiedel ist das Stammgelände des Kinder- und Jugendheimes Schmiedel (Verein der Schmiedelanstalten e. V.), einer diakonischen Einrichtungen der Jugendfürsorge. Auf dem Gelände finden sich zudem ein Kurzzeitpflegeheim, welches eine Außenstelle des Evangelischen Dr. Theodor-Fricke Alten- und Pflegeheimes in Simmern ist, und das Sozialpädiatrische Zentrum der kreuznacher diakonie.